# Fergus Fleming
Fergus Hermon Robert Fleming (* 13. Oktober 1959) ist ein britischer Autor.
Fleming studierte an der Oxford University und der City University in London, arbeitete als Tischler und war Lektor bei Time Life-Books. Er lebt in Gloucester.
Fleming schrieb vor allem Bücher über Expeditionen zu den beiden Polen sowie in die Alpen. Dabei gilt sein besonderes Interesse den dramatische Helden und Forschern. Er schrieb auch ein Buch über das Leben und Wirken von John Barrow.

## Werke
- Barrow’s Boys – London: Granta, 1998 – ISBN 1-86207-286-8 (deutsche Ausgabe übersetzt von Henning Ahrens – Hamburg: Mareverlag, 2002 – ISBN 3-936384-70-3, Neuauflage 2019 – ISBN 978-3-86648-617-1)
- Ninety Degrees North: The Quest for the North Pole: Granta, 2002 – ISBN 1-86207-449-6 (deutsche Ausgabe unter dem Titel 90 Grad Nord übersetzt von Michael Hein, Bernd Rullkötter: Piper Verlag GmbH, 2004 – ISBN 3-492-24205-7)
- Off the Map: Tales of Endurance and Exploration: Grove Press, 2006 – ISBN 0-8021-4272-9
- Nach oben: die ersten Eroberungen der Alpengipfel: Piper Verlag GmbH – ISBN 3-492-24751-2 (deutsche Ausgabe übersetzt von Bernd Rullkötter)